# Condivisione della conoscenza
La condivisione della conoscenza (in inglese knowledge sharing) è un'attività attraverso la quale la conoscenza (vale a dire informazioni, conoscenze o esperienza) vengono scambiati tra le persone, gli amici, le famiglie, le comunità (come ad esempio, Wikipedia), o di organizzazioni.
Le organizzazioni hanno riconosciuto che la conoscenza costituisce un bene immateriale prezioso per creare e sostenere vantaggi competitivi. Le attività di condivisione della conoscenza sono generalmente sostenute da sistemi di knowledge management. La tecnologia costituisce tuttavia solo uno dei tanti fattori che influenzano la condivisione di conoscenze nelle organizzazioni, come la cultura organizzativa, la fiducia e gli incentivi. La condivisione della conoscenza costituisce una sfida importante nel campo della gestione della conoscenza perché alcuni dipendenti tendono a resistere alla condivisione delle loro conoscenze con il resto dell'organizzazione.

## Flusso o il trasferimento
Anche se la conoscenza è comunemente trattato come un oggetto, Snowden ha sostenuto che è più appropriato per insegnare come sia un flusso e una cosa. La conoscenza come flusso può essere correlata al concetto di conoscenza tacita, introdotto da Michael Polanyi  che fu poi ulteriormente esplicitata da Nonaka. Mentre la difficoltà di condivisione della conoscenza è nel trasferimento di conoscenze da un soggetto all'altro, può rivelarsi vantaggioso per le organizzazioni riconoscere le difficoltà di trasferimento delle conoscenze e la sua paradossalità, adottando nuove strategie di gestione della conoscenza di conseguenza.

## Conoscenza esplicita
La condivisione della conoscenza esplicita si verifica quando tale conoscenza è resa disponibile per essere condiviso tra entità. La condivisione della conoscenza esplicita può avvenire con successo quando sono soddisfatti i cinque seguenti criteri:
- Articolazione: il fornitore di conoscenze può descrivere le informazioni.[9]
- Consapevolezza: il destinatario deve essere consapevole che la conoscenza è disponibile.[9]
- Accesso: il destinatario conoscenza può accedere al fornitore della conoscenza.[9]
- Regole: il corpo di conoscenze deve essere definito e differenziato in argomenti o domini diversi in modo da evitare il sovraccarico di informazioni e per fornire un facile accesso a materiale adeguato. I manager della conoscenza sono spesso considerati figure chiave nella creazione di un sistema di condivisione delle conoscenze efficace.[9][10]
- Completezza: l'approccio olistico alla condivisione delle conoscenze sotto forma di conoscenze sia gestito e auto-pubblicato centralmente.[9]

## Conoscenza tacita
La condivisione della conoscenza tacita avviene attraverso diversi tipi di socializzazione. Anche se la conoscenza tacita è difficile da identificare e codificare, fattori rilevanti che influenzano la condivisione delle conoscenze tacite sono:
- Reti informali, quali interazioni quotidiane tra le persone all'interno di un ambiente definito (lavoro, scuola, casa ecc.)[9] Queste reti si estendono alle gerarchie e funzioni.[9][10]
- La fornitura di spazi dove le persone possono impegnarsi in discussioni non strutturati o non monitorati, favorendo reti informali.[9][10]
- Non strutturati, meno strutturati o pratiche di lavoro sperimentali che incoraggiano problem solving creativo e lo sviluppo di reti sociali.[9][10]

## Conoscenze incorporate
La condivisione delle conoscenze incorporate si verifica quando la conoscenza viene condivisa attraverso prodotti chiaramente delineati, processi, procedure ecc. Questa conoscenza può essere condivisa in modi diversi, come ad esempio:
- Pianificazione degli scenari e debriefing: fornire uno spazio strutturato per creare scenari possibili, seguito da una discussione di ciò che è accaduto, e su come avrebbe potuto essere diverso.[9][11]
- Formazione manageriale.[9]
- Trasferimento di conoscenze: i sistemi volutamente di integrazione, processi, procedure ecc., per unire e condividere conoscenze pertinenti.[9]

## Importanza per le organizzazioni
La conoscenza costituisce un valore aggiunto, un'attività immateriale per costruire e sostenere un vantaggio competitivo all'interno delle organizzazioni. Diversi fattori influenzano la condivisione della conoscenza nelle organizzazioni, come la cultura organizzativa, la fiducia, gli incentivi e la tecnologia. Attività di condivisione delle conoscenze sono comunemente supportati da sistemi di knowledge management, una forma di tecnologia dell'informazione (IT), che facilita e organizza le informazioni all'interno di un'azienda o di un'organizzazione.

## Sfide
La condivisione delle conoscenze a volte può costituire una sfida importante nel campo della gestione della conoscenza. La difficoltà di condivisione della conoscenza risiede nel trasferimento di conoscenze da un soggetto all'altro. Alcuni dipendenti tendono a resistere nel condividere le loro conoscenze a causa della nozione che la conoscenza è di proprietà; la proprietà, quindi, diventa molto importante. Per contrastare ciò, gli individui devono essere rassicurati sul fatto che essi riceveranno un qualche tipo di incentivo per ciò che creano. Dalkir (2005) ha tuttavia dimostrato che gli individui sono più comunemente ricompensati per ciò che sanno, non ciò che essi condividono. Quando la condivisione della conoscenza è ostacolata si verificano conseguenze negative, come l'isolamento e la resistenza alle idee. Per promuovere la condivisione delle conoscenze e rimuovere gli ostacoli ad essa, la cultura organizzativa di un'entità dovrebbe incoraggiare la scoperta e l'innovazione.

## Collegamento con i sistemi informatici
La tecnologia dell'informazione (IT) si occupa di strumenti che aiutano a facilitare la condivisione delle conoscenze e la gestione della conoscenza. Il ruolo principale dei sistemi IT è quello di aiutare le persone a condividere la conoscenza attraverso piattaforme comuni e di memorizzazione informatica, per contribuire a rendere l'accesso più semplice, incoraggiando il riutilizzo economico della conoscenza. I sistemi informatici sono in grado di fornire la codifica, la personalizzazione, l'archiviazione elettronica delle informazioni e possono aiutare le persone a comunicare direttamente con gli altri. Con un'appropriata formazione e istruzione, i sistemi IT possono rendere più facile per le organizzazioni di acquisire, archiviare o diffondere la conoscenza.